# 聖家族教会 (カリーニングラード)

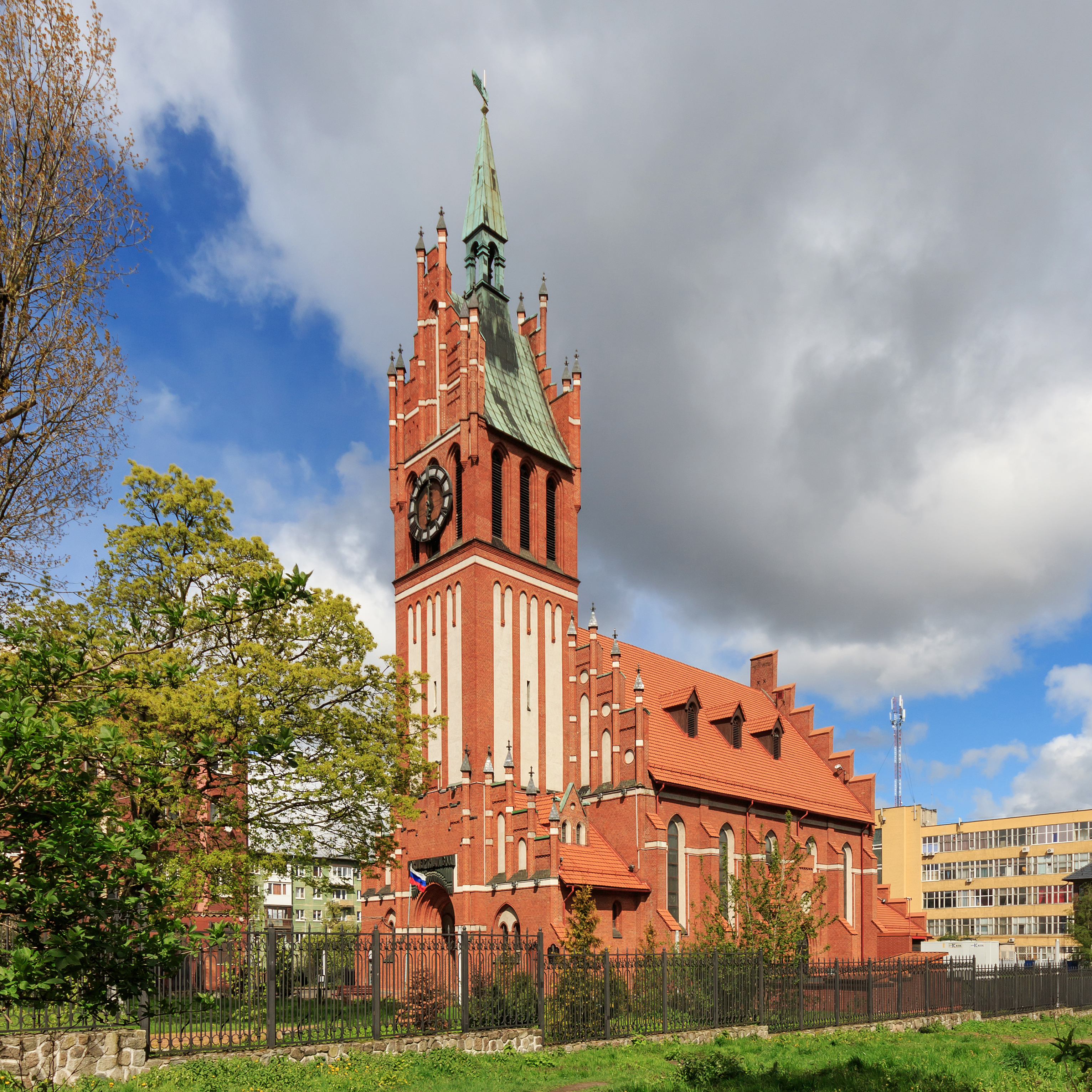

聖家族教会(ロシア語: Кирха Святого Семейства; ドイツ語: Kirche zur Heiligen Familie)はロシアのカリーニングラードにあるネオゴシック様式のレンガ造りの教会。教会はこの地がプロイセン領ケーニヒスベルクだった時代に市の南,プレーゲル川（プレゴリャ川）の近くに1904年から1907年に建てられた。
教会は1907年にケーニヒスベルクへのカトリック教徒移民のために建築家フリードリヒ・ハイトマンが建てた。市内の他の建物と比べ第二次世界大戦中の損害は小さかった。戦後ケーニヒスベルクがロシアに割譲されカリーニングラードと改名されると教会は赤軍によって食料貯蔵室としてや肥料溜めとして使われた。1980年代では少しずつ修復が進みカリーニングラード交響楽団のコンサートホールとしても機能した。その影響で教会には新しい44のストップと3600のパイプを持つオルガンが設置された。